# Katastrofa lotnicza w okolicach Cisnej
Katastrofa lotnicza w okolicy Cisnej – wypadek lotniczy, który miał miejsce w okolicy Cisnej w ówczesnym województwie krośnieńskim 10 stycznia 1991 roku. 

## Historia
Śmigłowiec Mi-8T ze 103 Pułku Lotniczego Nadwiślańskich Jednostek Wojskowych Ministerstwa Spraw Wewnętrznych transportował do Cisnej ekipę programu telewizyjnego Magazyn Kryminalny 997 (miał dotyczyć sprawy znalezienia w Dołżycy zwłok kobiety, zajmującej się handlem walutami w Rzeszowie). W czasie wypadku był mocny wiatr. Statek powietrzny spadł na ziemię między Cisną a Majdanem, po czym nastąpił pożar. Podczas wypadku ekipa telewizyjna znajdowała się na ziemi. W katastrofie zginęły osoby z Policji (funkcjonariusze i jeden pracownik cywilny; pasażerowie) oraz załoga żołnierzy lotnictwa NJW MSW. Według relacji prowadzącego Magazynu Kryminalnego 997, Michała Fajbusiewicza, lot zakończony katastrofą w zamierzeniu miał się odbyć wokół Cisnej i posłużyć ekipie telewizyjnej do zobrazowania obszaru kamerą śmigłowca z powietrza, po czym ekipa telewizyjna miała odlecieć do Rzeszowa. Po wzbiciu się w powietrze pilot błędem wywołał awarię śmigłowca i spadł na zalesiony stok góry. W czasie katastrofy w okolicy zalegał śnieg.
Ekipa programu zarejestrowała kamerą wideo wypadek. Kasety wideo ze zrealizowanym uprzednio materiałem telewizyjnym do programu uległy zniszczeniu w katastrofie. Wydobywanie ciał z wraku zakończono 11 stycznia, brali w tym udział ratownicy GOPR i żołnierze Sił Zbrojnych Rzeczypospolitej Polskiej.
Na miejscu katastrofy, w 1992 roku ustawiono pomnik.

## Przyczyny katastrofy
Śmigłowiec leciał na wysokości około 40 metrów nad dnem rzeki Solinka. Pilot zbyt późno i zbyt energiczne wprowadził śmigłowiec we wznoszenie, co spowodowało przepadnięcie. Śmigłowiec uderzył belką ogonową o wierzchołki drzew, stracił sterowność i w następstwie zderzył się z ziemią.

## Ofiary
W katastrofie zginęło 10 osób: 

### Załoga
- kapitan pilot Paweł Prorok, dowódca załogi śmigłowca (nalot ogólny 1433 godz. na śmigłowcach: SM-1, Mi-2, Mi-8, nalot na Mi-8T około 1307 godz.),
- starszy chorąży pilot Roman Pakuła, drugi pilot śmigłowca (nalot ogólny 913 godz. na śmigłowcach Mi-2 i Mi-8, nalot na Mi-8T ok. 822 godz.),
- młodszy chorąży Jacek Główka, technik pokładowy.

### Pasażerowie
- podkomisarz Marek Pasterczyk z Komendy Wojewódzkiej Policji w Krośnie,
- aspirant Zdzisław Marciniak z Komendy Rejonowej Policji w Lesku,
- starszy sierżant Roman Górecki z Komendy Rejonowej Policji w Lesku,
- sierżant Bogusław Szuba z Komendy Rejonowej Policji w Lesku,
- posterunkowy Marek Buda z Komendy Rejonowej Policji w Krośnie,
- posterunkowy Jacek Typrowicz z Komendy Rejonowej Policji w Krośnie,
- Kazimierz Wajda, kierowca, pracownik cywilny Komendy Wojewódzkiej Policji w Krośnie.